# Mistrzostwa Europy w biegu 24-godzinnym 2000
8. Mistrzostwa Europy w biegu 24-godzinnym 2000 – zawody lekkoatletyczne, które odbyły się 21 i 22 października 2000 w Uden, Holandia.

## Medaliści
|                         | 1. miejsce                                                             | Rezultat   | 2. miejsce                                                            | Rezultat   | 3. miejsce                                                                           | Rezultat   |
| Mężczyźni indywidualnie | Lubomir Hrmo                                                           | 259,273 km | Andrei Kazantsev                                                      | 257,760 km | Alain Prual                                                                          | 255,510 km |
| Mężczyźni drużynowo     | Francja 1. Alain Prual · 2. Jean-Pierre Guyomarch · 3. Alain Mallereau | 752,642 km | Rosja 1. Andrei Kazantsev · 2. Nikolai Machitov · 3. Sergei Ishmulkin | 731,880 km | Wielka Brytania 1. Tarit Adrian Stott · 2. Donald Alexander Ritchie · 3. Walter Hill | 667,688 km |
| Kobiety indywidualnie   | Irina Reutovich                                                        | 225,418 km | Joelle Semur                                                          | 219,260 km | Rimma Paltseva                                                                       | 216,299 km |
| Kobiety drużynowo       | Rosja 1. Irina Reutovich · 2. Rimma Paltseva · 3. Irina Koval          | 647,492 km | Niemcy 1. Helga Backhaus · 2. Julia Alter · 3. Heike Pawzik           | 608,129 km | Francja 1. Joelle Semur · 2. Colette Musy · 3. Christiane Le Cerf                    | 608,040 km |

## Reprezentacja Polski

### Mężczyźni
| Miejsce | Zawodnik             | Klub                      | Rezultat   |
| 18.     | Waldemar Pędzich     | LKS Kurp Ostrołęka        | 216,570 km |
| 23.     | August Jakubik       | TL Pogoń Ruda Śląska      | 206,431 km |
| 42.     | Zbigniew Bogdanowicz | TKKF Jastrząb Ruda Śląska | 181,953 km |

### Kobiety
| Miejsce | Zawodniczka        | Klub               | Rezultat   |
| 19.     | Barbara Szlachetka | KS AZS AWF Wrocław | 145,363 km |